# Cantón de Le Touvet
El cantón de Le Touvet era una división administrativa francesa, que estaba situada en el departamento de Isère y la región de Ródano-Alpes.

## Composición
El cantón estaba formado por catorce comunas:
- Barraux
- Chapareillan
- Crolles
- La Buissière
- La Flachère
- La Terrasse
- Le Touvet
- Lumbin
- Saint-Bernard
- Sainte-Marie-d'Alloix
- Sainte-Marie-du-Mont
- Saint-Hilaire
- Saint-Pancrasse
- Saint-Vincent-de-Mercuze

## Supresión del cantón de Le Touvet
En aplicación del Decreto nº 2014-180 de 18 de febrero de 2014, el cantón de Le Touvet fue suprimido el 22 de marzo de 2015 y sus 14 comunas pasaron a formar parte; ocho del nuevo cantón de Alto Grésivaudan y seis del nuevo cantón del Medio de Grésivaudan.